# Hanhofen
Hanhofen település Németországban, Rajna-vidék-Pfalz tartományban. Lakosainak száma 2579 fő (2023. december 31.).

## Népesség
A település népességének változása:
| Lakosok száma | 1306 | 2623 | 2592 | 2612 | 2599 | 2579 |
|               | 1975 | 2017 | 2019 | 2021 | 2022 | 2023 |